# Portada/article juliol 11

## Alcoi
Alcoi és una ciutat valenciana, capital de la comarca de l'Alcoià i cap de partit judicial. És la sisena ciutat més poblada de la província, malgrat la seua orografia. Està situada al nord de la província d'Alacant i forma part de les Comarques Centrals.
Fundada el 17 de maig del 1256 per controlar la ruta d'Alacant a Xàtiva i de Villena a Cocentaina, la ciutat va ser pionera en la Revolució Industrial al País Valencià dins els sectors tèxtil, paperer i metal·lúrgic. El nucli antic d'Alcoi és hereu de l'urbanisme que es va desenvolupar durant la segona meitat del segle xix i principi del segle xx, si bé les seues cases i carrers estan condicionats per actuacions anteriors. Al llarg de les últimes dècades, s'ha anat diversificant vers el sector serveis i un nouvingut turisme d'interior.